# Венус (месторождение)
Венус, Блок SL 6/07 (англ. Venus) — нефтяное месторождение в Сьерра-Леоне. Расположено на атлантическом побережье. Открыто в сентябре 2009 года с скважиной Venus B-1.
Нефтеносность связана с отложениями мелового возраста.
Оператором месторождении является американская нефтяная компания Anadarko Petroleum (65 %). Другие партнеры испанско-аргентинский Repsol (25 %) и Tullow Oil (10 %).